# Constante de Golomb–Dickman
En mathématiques, la constante de Golomb–Dickman apparaît en théorie des nombres et dans l'étude des permutations aléatoires. Sa valeur est
{\displaystyle \lambda =0,62432998854355087099293638310083724\dots } suite A084945 de l'OEIS
On ne sait pas si cette constante est rationnelle ou non.

## Définitions
Soit an l'espérance — prise sur l'ensemble des permutations d'un ensemble de taille n — de la longueur du plus grand cycle de chaque permutation. La constante de Golomb-Dickman est définie par
{\displaystyle \lambda =\lim _{n\to \infty }{\frac {a_{n}}{n}}.}
En termes probabilistes, {\displaystyle n\lambda } est asymptotiquement l'espérance de la longueur du plus grand cycle d'une permutation de {\displaystyle {\mathcal {S}}_{n}} uniformément distribuée.
En théorie des nombres, la constante de Golomb–Dickman apparaît dans la taille moyenne des plus grands diviseurs premiers d'un entier. Plus précisément,
{\displaystyle \lambda =\lim _{n\to \infty }{\frac {1}{n}}\sum _{k=2}^{n}{\frac {\ln(P_{1}(k))}{\ln(k)}},}
où {\displaystyle P_{1}(k)} est le plus grand facteur premier de k, ce qui signifie que le nombre de chiffres en base n de {\displaystyle P_{1}(n)} converge en moyenne de Cesàro vers {\displaystyle \lambda }. Donc si n est un entier à d chiffres dans une base donnée, alors {\displaystyle \lambda d} est en moyenne le nombre de chiffres dans cette base du plus grand facteur premier de n.
La constante de Golomb–Dickman apparaît aussi dans le problème arithmétique suivant : quelle est la probabilité que le deuxième facteur premier de n soit plus petit que la racine du premier ?  Asymptotiquement, cette probabilité vaut {\displaystyle \lambda } :
{\displaystyle \lambda =\lim _{n\to \infty }{\text{Prob}}\left\{P_{2}(n)\leqslant {\sqrt {P_{1}(n)}}\right\}}
où {\displaystyle P_{2}(n)} est le deuxième plus grand facteur premier de n.
Enfin, la constante apparaît lorsque l'on s'intéresse à la longueur moyenne du plus grand cycle de toute fonction d'un ensemble fini dans lui-même.  Si X est un ensemble fini, on applique successivement la fonction f : X → X à n'importe quel élément x de cet ensemble, cela forme un cycle, montrant que pour un certain k {\displaystyle f^{n+k}(x)=f^{n}(x)} pour n assez grand; le plus petit k respectant cette propriété est la longueur du cycle. Soit bn la moyenne prise sur l'ensemble des fonctions d'un ensemble de taille n dans lui-même, de la taille du plus grand cycle. Purdom et Williams ont montré que
{\displaystyle \lim _{n\to \infty }{\frac {b_{n}}{\sqrt {n}}}={\sqrt {\frac {\pi }{2}}}\lambda .}

## Formules
Il existe plusieurs expressions de {\displaystyle \lambda }.  En particulier :
{\displaystyle \lambda =\int _{0}^{1}e^{\mathrm {Li} (t)}\,dt}
où {\displaystyle \mathrm {Li} (t)} est la fonction logarithme intégral,
{\displaystyle \lambda =\int _{0}^{\infty }e^{-t-E_{1}(t)}\,dt}
où {\displaystyle E_{1}(t)} est la fonction exponentielle intégrale, et
{\displaystyle \lambda =\int _{0}^{\infty }{\frac {\rho (t)}{t+2}}\,dt}
et
{\displaystyle \lambda =\int _{0}^{\infty }{\frac {\rho (t)}{(t+1)^{2}}}\,dt}
où {\displaystyle \rho (t)} est la fonction de Dickman.